# جف گوردون
 جف گوردون  (انگلیسی: Jeff Gordon؛ زاده ۴ اوت ۱۹۷۱) یک اتومبیل‌رانی، و نیکوکار اهل ایالات متحده آمریکا است.
او در فیلم لونی تونز بازی کرده است.